# Joelian Kalisjer
Joelian Abramovitsj Kalisjer (Russisch: Юлиан Абрамович Калишер) (Asjchabad, 18 februari 1935 — Rastorgoejevo (oblast Moskou), 8 oktober 2007) was een Russisch animatiefilmmaker.
Van 1952 tot 1957 studeerde hij aan het Centraal Aziatisch polytechnisch instituut en van 1961 tot 1965 aan de regisseursfaculteit van het Instituut voor podiumkunst te Tasjkent. Hij werkte van 1963 tot 1966 voor het Oezbeeks poppentheater. Na het overlijden van zijn eerste vrouw gevolgd door de grote aardbeving van 1966 in Tasjkent trok hij naar Moskou waar hij van 1967 tot 1968 werkte voor het Centraal staatspoppentheater en van 1970 tot 1971 voor het regionaal poppentheater van Moskou. In 1971 begon hij zijn carrière als animatiefilmmaker toen hij in dienst trad bij de Multtelefilm-studio van "Ekran" waar hij tot 1995 werkte. Bij Ekran werden in die periode de beste animatiefilms van Rusland gemaakt.
Hij gebruikte poppen maar ook tekeningen en diverse andere technieken zoals klei en cut-outanimatie.
Met opnames van uitvoeringen deed de regisseur zijn eerste ervaringen op met de filmkunst. Na dit eerste succes maakte Joelian Kalisjer drie van de tien afleveringen van de poppenfilmserie "De tovenaar van de stad van smaragd", een verfilming van het gelijknamige boek van Aleksandr Volkov, in samenwerking met regisseur en kunstenaar Joeri Trofimov. Dit was zijn leerschool in een nieuwe contemporaine filmstijl.
"Ongehoorzaamheidsfeest" naar het boek van Sergej Michalkov was Joelian Kalisjers volgende, inmiddels zelfstandig werk. Deze speelfilmlange animatie was het resultaat van samenwerking met artiest Valerii Dmitrjoek, de jonge componist Aleksej Ribnikov en dichter Aleksandr Timofejevski.
De films die Joelian Kalisjer maakte in de jaren 70 en 80 zijn opgenomen in het gulden fonds van Russische animatie.
Joelian Kalisjer maakte meer dan 20 animatiefilms, waaronder beroemde films zoals "groot geheim voor klein gezelschap", "de koffer" en "de geboorte van Hercules".
Na de perestrojka lukte het Ekran niet om in de inmiddels commerciële markt overeind te blijven. Veel kunstenaars die bij Ekran werkten, waaronder Joelian Kalisjer, lukte het evenmin om zelfstandig aan het werk te blijven. Na het faillissement van Ekran heeft Joelian Kalisjer geen films meer gemaakt.
Joelian Kalisjer trouwde drie keer. Uit zijn tweede huwelijk werd zijn dochter, de sopraan Anna Azernikova geboren.

## Filmografie
- Droezjba vroz ("Gescheiden vriendschap"; 1972) — regisseur, schrijver
- Medvezjnok Rimtsimtsi ("Berejong Rimtsimtsi"; 1972) — regisseur
- Kak kosjka s sobakoj ("Als kat met hond"; 1973) — regisseur
- Znamenity oetjonok Tim ("de beroemde eend Tim; 1973) — regisseur
- serie Bolsjebnik Izoemroednogo goroda ("De tovenaar van de stad van smaragd"; 1974):
  - afl. "Stad van smaragd" (Izoemroedny gorod) — regisseur
  - afl. "Geheimzinnige grot" (Zagadotsjnaja pesjtsjera) — regisseur
  - afl. "Elly ontmoet haar vrienden" (Elli vstretsjajetsja s droezjami) — regisseur
- Prazdnik neposloesjania ("Feest van de ongehoorzaamheid"; 1977) — regisseur
- Vesjolye medvezjata ("Grappige beertjes"; 1977) — regisseur
- Kto zj takzje ptitsjki? ("Wie zijn toch die vogeltjes?"; 1978) — regisseur
- Bolsjoj sekret dlja malenkoh kompanim ("een groot geheim voor een klein gezelschap"; 1979) — regisseur
- Novogodneje prokljoetsjenieje ("Nieuwjaarsavontuur"; 1980) — regisseur
- Maltsjik sjol, sova letela ("De jongen liep, de uil vloog"; 1981) — regisseur
- Rozjdenieje Gerakla ("de geboorte van Hercules; 1982) — regisseur
- Sinitsjkin kalendar. Zima ("Sinitsjkins kalender: winter"; 1983) — regisseur
- Sinitsjkin kalendar. Vesna ("Sinitsjkins kalender: lente"; 1983) — regisseur
- Sinitsjkin kalendar. Leto ("Sinitsjkins kalender: zomer"; 1984) — regisseur
- Sinitsjkin kalendar. Osen ("Sinitsjkins kalender: herfst"; 1984) — regisseur
- Zatsjem verbljoedoe apelsin? ("Waarom is de kameel oranje?"; 1985) — regisseur
- Pesnja o letoetsjich mysjach ("Lied over de vleermuizen"; 1985) — regisseur
- Soendoek ("de koffer"; 1986) — regisseur
- Sjkola pomosjtsjnikov ("Helpersschool"; 1986) — regisseur
- Ach, printsessa! ("Ach princes!"; 1987) — regisseur
- Bosoj oetsjony ("De barrevoetse wetenschapper"; 1988) — regisseur
- Zolotye slova ("Gouden woorden"; 1989) — regisseur, schrijver
- Tjoek! ("de zak!"; 1990) — regisseur
- Posloesjny oetsjenik ("Luister leerling!"; 1991) — regisseur
- Sirotka Enni ("Wees Annie"; 1992) — regisseur
- Vojna slonov i nosorogov ("De oorlog van olifanten en neushoorns"; 1993) — regisseur

## Bron
- Encyclopedie van de animatiefilm (ru)